# Francis Decker
Pour les articles homonymes, voir Decker.
 (janvier 2018).
Francis Decker, né le 3 août 1885 à Vannes (Morbihan, France) où il est mort le 18 mars 1975, est un homme politique français, maire de Vannes (Morbihan) de 1945 à 1965. Ses actions en tant que maire de la ville, membre du comité des fêtes, président du syndicat d'initiative en 1945 et président d'honneur des Amis de Vannes entre 1957 et 1975, font de lui un des architectes de la protection et de la mise en valeur du patrimoine architectural, historique et culturel de Vannes.

## Biographie

### Vie privée
Francis Decker est le fils de Théodore Decker, musicien breton d'origine luxembourgeoise, compositeur de musique. Sa sœur Anne est la mère de Gilbert Renault, le « colonel Rémy », de Maisie Renault et Madeleine Cestari, résistants.
Francis Decker étudie au collège Saint-François-Xavier de Vannes de 1892 à 1902. Il effectue par la suite son service militaire pour une durée de trois ans au régiment du 3e Dragon de Nantes, mais ne peut renouveler cet engagement du fait d'une santé devenue fragile.
Il épouse à Vannes le 10 novembre 1910 Georgette Cardinal, avec qui il a quatre enfants.
Pendant la Première Guerre mondiale, il est mobilisé d'août 1914 à janvier 1919. Retourné par la suite à la vie civile, il exerce une carrière de photographe, puis il devient éditeur de cartes postales.

### Responsabilités publiques
À partir de 1924, Francis Decker s'engage dans la vie associative vannetaise, au sein notamment du comité des fêtes, de la société des courses, du syndicat d'initiative, ainsi que de l'association des Amis de Vannes.
Lors des élections municipales de 1945, il fait partie de la liste d'union de la droite (MRP-PDP), menée par Sabine de la Barre de Nanteuil. Élue maire par le conseil municipal, cette dernière refuse la fonction, et c'est finalement Francis Decker qui est élu le 18 mai 1945. Il exerce son mandat jusqu'en 1965. Parallèlement, il est également conseiller général du canton de Vannes-Est de 1951 à 1970.